# Elkington
Elkington – osada i civil parish w Anglii, w Northamptonshire, w dystrykcie (unitary authority) West Northamptonshire. W 2001 roku civil parish liczyła 66 mieszkańców. Elkington jest wspomniana w Domesday Book (1086) jako Eltetone/Etendone.